# Шелбурн (Массачусетс)
Шелбурн (англ. Shelburne) — місто (англ. town) в США, в окрузі Франклін штату Массачусетс. Населення — 1884 особи (2020).

## Демографія
Згідно з переписом 2010 року, у місті мешкали 1893 особи в 849 домогосподарствах у складі 485 родин. Було 931 помешкання
Расовий склад населення:
| - 95,7 % — білих - 1,3 % — азіатів - 0,5 % — чорних або афроамериканців - 0,2 % — корінних американців |

До двох чи більше рас належало 2,2 %. Частка іспаномовних становила 0,5 % від усіх жителів.
За віковим діапазоном населення розподілялося таким чином: 17,5 % — особи молодші 18 років, 63,0 % — особи у віці 18—64 років, 19,5 % — особи у віці 65 років та старші. Медіана віку мешканця становила 48,2 року. На 100 осіб жіночої статі у місті припадало 97,2 чоловіків;  на 100 жінок у віці від 18 років та старших — 94,4 чоловіків також старших 18 років.
Середній дохід на одне домашнє господарство  становив 99 619 доларів США (медіана — 61 141), а середній дохід на одну сім'ю — 140 557 доларів (медіана — 86 375). Медіана доходів становила 49 674 долари для чоловіків та 50 568 доларів для жінок. За межею бідності перебувало 8,5 % осіб, у тому числі 4,8 % дітей у віці до 18 років та 2,8 % осіб у віці 65 років та старших.
Цивільне працевлаштоване населення становило 923 особи. Основні галузі зайнятості: освіта, охорона здоров'я та соціальна допомога — 36,4 %, роздрібна торгівля — 13,8 %, науковці, спеціалісти, менеджери — 9,6 %, виробництво — 7,8 %.